# Skiathos
Skiathos (tiếng Hy Lạp: ?) là một khu tự quản ở vùng Thessalía, Hy Lạp. Khu tự quản Skiathos có diện tích 50 km², dân số theo điều tra ngày 18 tháng 3 năm 2001 là 5788 người.